# Cerowo (obwód Pazardżik)
Cerowo (bułg. Церово) – wieś w południowo-zachodniej Bułgarii, w obwodzie Pazardżik, w gminie Lesiczowo. Według danych Narodowego Instytutu Statystycznego, 31 grudnia 2012 roku wieś liczyła 914 mieszkańców.